# 性空論者
性空論者，又稱性空派，佛教阿毘達摩術語，最早由說一切有部提出，說一切有部迦多衍尼子《發智論》主張「無補特伽羅」，後來提婆設摩《識身論》自稱“性空論者”，將支持「有補特伽羅」的宗派概括統稱為補特伽羅派，並進行了全面批判。

## 學說
提婆設摩《識身論》確立了“性空論”的根本學說：
|  | - 性空論者，作如是言：「諦義勝義補特伽羅，非可得，非可證，非現有，非等有，是故無有補特伽羅。」補特伽羅論者問言：「具壽！慈何所緣？」答言：「諸法性，有、等有，由想、等想，假說有情，於此義中，慈緣執受諸蘊相續。」彼問：「汝說慈緣執受蘊相續耶？」此答言：「爾。」彼復問言：「汝然此不？謂契經中，世尊善語善詞善說：『當使有情具諸快樂，如是思惟入慈等至。』」此答言：「爾，彼作是言，汝聽墮負。」 - 有六識身，謂：眼識、耳、鼻、舌、身、意識。眼、色為緣，生眼識。……又，眼、色為緣，生眼識，三和合故有觸。……又，眼、色為緣，生眼識，三和合故有觸，觸為緣故生受。……又，眼、色為緣，生眼識，三和合故有觸，觸為緣故生想。……又，眼、色為緣，生眼識，三和合故有觸，觸為緣故生思。……如是諸法，觸為第五，同生，同住，同滅；一生時，一切生；一滅時，一切滅。既生起已，各各別作自所作事，不作其餘他所作事。由此諸法，觸為第五，補特伽羅，非可得，非可證，非現有，非等有，是故無有補特伽羅。如眼識，耳、鼻、舌、身、意識，亦爾。 - 有六識身，謂：眼識、耳、鼻、舌、身、意識。……如是六識身，是能了別，有了別性，非無了別性；補特伽羅，無如是性，是故無有補特伽羅。有十二處，謂：眼處、色處、耳處、聲處、鼻處、香處、舌處、味處、身處、觸處、意處、法處。……如是十二處，是所識，有所識性，非無所識性；補特伽羅，無如是性，是故無有補特伽羅。 |

## 理論依據
性空論者的主要依據是《雜阿含經·三〇六經》即著名的《人契經》，下為玄奘譯世親《俱舍論》的引文：
|  | 如《人契經》作如是說：「眼及色為緣，生於眼識，三和合觸，俱起受、想、思。於中後四，是無色蘊，初眼及色，名為色蘊，唯由此量，說名為人。即於此中，隨義差別，假立名想，或謂：有情、不悅、意生、儒童、養者、命者、生者、補特伽羅。亦自稱言：我眼見色。復隨世俗說：此具壽，有如是名，如是種族，如是姓類，如是飲食，如是受樂，如是受苦，如是長壽，如是久住，如是壽際。苾芻當知，此唯名想，此唯自稱，但隨世俗，假施設有。如是一切，無常、有為，從眾緣生，由思所造。」 |

不同於此文中「三和合觸，俱起受、想、思」，《雜阿含經》中對應文句為「三事和合觸，觸俱生受、想、思」，其中第二個觸字，與前面《識身論》的論述一致，強調了觸有緣生受等之作用。